# Lena Herrmann
Lena Herrmann  (* 28. Januar 1994) ist eine deutsche Sportkletterin.

## Karriere
Herrmann kam über ihre Eltern zum Klettern. Seit 2007 bestreitet Lena Herrmann regelmäßig Wettkämpfe. Im Jahr 2011 erreichte sie den 2. Platz beim Europacup Bouldern der Juniorinnen in München. Ein Jahr später wurde sie deutsche Juniorenmeisterin im Bouldern und Leadklettern. Mit dem zweiten Platz bei der deutschen Juniorenmeisterschaft im Bouldern und dem Sieg eines Junioren Europacups in Sofia, konnte Herrmann im 2013 an ihre Wettkampferfolge anknüpfen. Im selben Jahr errang sie zudem den Titel der Vize-Europameisterin im Bouldern. In Frankenthal wurde die Sportkletterin im Oktober 2015 deutsche Meisterin im Leadklettern.
Herrmann wird unter anderem von Petzl, Marmot und Scarpa gesponsert.

## Erfolge

### Wettkämpfe
(Quelle: )

#### International
- 1. Worldranking Bouldern Juniorinnen Bouldern 2013
- Vize Europameisterin Bouldern Juniorinnen 2013
- 4. Platz Europacup Bouldern Juniorinnen, l'Argentiere 2013
- 1. Platz Europacup Bouldern Juniorinnen, Sofia 2013
- 9. Platz Europacup Bouldern Juniorinnen, Grindelwald 2013

- 9. Platz Europacup Bouldern Juniorinnen l'Argentiere
- 14. Platz Europacup Bouldern Juniorinnen Linz 2012
- 12. Platz Europacup Bouldern Juniorinnen 2012
- 15. Platz Europacup Bouldern Juniorinnen Grindelwald 2012
- 2. Platz Europacup Bouldern Juniorinnen München 2011
- 6. Platz Europameisterschaft Bouldern Juniorinnen 2011

#### National
- Deutsche Hochschulmeisterin Klettern 2020
- Deutsche Meisterin Leadklettern in Frankenthal 2015
- 2. Deutsche Juniorenmeisterschaft Bouldern 2013
- Deutsche Juniorenmeisterin Bouldern 2012
- Deutsche Juniorenmeisterin Lead 2012
- 2. Deutsche Juniorenmeisterschaft Bouldern 2011
- 3. Deutsche Juniorenmeisterschaft Bouldern 2010

### Fels
- Battle Cat, Frankenjura (8c+)
- Klondike Cat, Frankenjura (8c)
- Cringer, Frankenjura (8b+)
- Queeel Dich Du Sau, Frankenjura (8b+)
- Philipe Cuisinere, Rodellar (8b/+)
- Land Of Confusion, Frankenjura (8b+)